# Chambre à part (film, 1965)
Pour les articles homonymes, voir Chambre à part.
Pour plus de détails, voir Fiche technique et Distribution.
Chambre à part (That Funny Feeling) est un film américain réalisé par Richard Thorpe, sorti en 1965.

## Synopsis
À New York, Joan Howell rêve de devenir actrice, mais travaille comme femme de ménage pour gagner sa vie. Elle rencontre plusieurs fois de suite par hasard Tom Milford, un cadre chez un éditeur new-yorkais. La troisième fois, elle l'invite chez elle mais, honteuse de lui montrer son petit studio, elle emprunte l'appartement d'un de ses employeurs, qu'elle n'a jamais vu. Tom, qui est en fait le propriétaire de cet appartement, est surpris d'y trouver Joan mais il fait semblant de la croire. Finalement ils découvrent chacun l'identité de l'autre, mais sans l'avouer. Joan décide de lui jouer un tour en organisant une soirée où elle invite les anciennes amies de Tom, en leur demandant de s'habiller comme des prostituées. La police fait une descente et alors qu'ils sont en route vers la prison Tom demande Joan en mariage. 

## Fiche technique
- Titre original : That Funny Feeling
- Titre français : Chambre à part
- Réalisation : Richard Thorpe
- Scénario : David R. Schwartz
- Direction artistique : Alexander Golitzen, George Webb
- Décors : John McCarthy, Julia Heron
- Costumes : Jean-Louis Berthault
- Photographie : Clifford Stine
- Son : Waldon O. Watson, Lyle Cain
- Montage : Gene Milford
- Musique : Bobby Darin
- Production : Harry Keller
- Société de production : Universal Pictures
- Société de distribution : Universal Pictures
- Pays de production :  États-Unis
- Langue originale : anglais
- Format : couleur (Technicolor) — 35 mm — 1,66:1 — son Mono (Westrex Recording System)
- Genre : Comédie romantique
- Durée : 93 minutes
- Dates de sortie : 
  - Japon : 14 août 1965
  - États-Unis : 25 août 1965
  - France : 17 août 1966

## Distribution
- Sandra Dee : Joan Howell
- Bobby Darin : Tom Milford
- Donald O'Connor : Harvey Granson
- Nita Talbot : Audrey
- Larry Storch : Luther
- Leo G. Carroll : O'Shea
- James Westerfield : Brokaw
- Robert Strauss : un barman
- Ben Lessy : un barman
- Reta Shaw : une femme dans la cabine téléphonique
- Nora Marlowe : une femme dans la cabine téléphonique
- Kathleen Freeman : une femme dans la cabine téléphonique
- Minerva Urecal : une femme dans la cabine téléphonique
- Arte Johnson : Paul
- Benny Rubin : un chauffeur de taxi
- Aki Hara : Hatacki
- Don Haggerty : un policier
- Larry J. Blake : un policier
- Herb Vigran : un chauffeur de taxi
- Smoki Whitfield : le sergent de police

## Chanson du film
- "That Funny Feeling" : paroles et musique de Bobby Darin, interprétée par Bobby Darin